# Caja de Previsión de Empleados Particulares
La Caja de Previsión de Empleados Particulares (también conocida por la sigla «Empart») fue una institución existente en Chile entre 1925 y 1980 destinada a gestionar las pensiones y prestaciones de seguridad social de los trabajadores privados.

## Historia
La institución surgió bajo el alero de la Ley 4059, promulgada el 27 de septiembre de 1924. El decreto ley 188, promulgado el 31 de diciembre de 1924, estableció una «Junta de Previsión» encargada de la administración y supervigilancia de los Fondos de Retiro y de Seguro de los Empleados Particulares, por lo que al día siguiente, el 1 de enero de 1925, tanto la Caja de Ahorros de Santiago como la Caja Nacional de Ahorros comenzaron a recibir las imposiciones previsionales de los empleados particulares. En marzo de 1928 la Junta de Previsión fue constituida legalmente bajo el nombre de «Caja de Previsión de Empleados Particulares», siendo Enrique Kaempfer su primer gerente, que hasta ese entonces se desempeñaba como contador del Departamento de Previsión de la Caja de Crédito Hipotecario.
La sede nacional de la caja de previsión se encontraba en Alameda 1367, en un edificio construido hacia 1929 por los arquitectos Gustavo Monckeberg y José Aracena; cuenta con nueve pisos y 7678 m² construidos sobre una superficie de 998 m². Hacia 1939 la Empart poseía sucursales en Antofagasta, Valparaíso, Concepción, Valdivia y Punta Arenas. Hacia 1942 la Caja era una de las instituciones previsionales más grandes del país, con alrededor de 120 mil imponentes, y en ese mismo año se finalizaba la construcción de un nuevo edificio para la Empart en Huérfanos entre Teatinos y Morandé.
A partir de la década de 1940, la Empart fomentó la construcción de viviendas para sus afiliados, mediante la creación de sociedades destinadas para dicho fin; algunos ejemplos de dichas poblaciones son el Conjunto Empart de Ñuñoa, la Villa Presidente Frei y la Unidad Vecinal Providencia. La Caja de Previsión de Empleados Particulares tenía en marcha hacia 1955 proyectos habitacionales en Arica, Iquique, Tocopilla, Calama, Antofagasta, Taltal, Copiapó, Coquimbo, Ovalle, Valparaíso, Viña del Mar, Santiago, Rancagua, Molina, Talca, Constitución, Linares, San Carlos, Chillán, Concepción, Talcahuano, Coronel, Lota, Temuco, Valdivia, Osorno, Puerto Montt y Punta Arenas.
El 31 de octubre de 1942 fue constituida la Sociedad Cooperativa de Consumos de Empleados Particulares Ltda. (Coopempart), asociada a la Empart y que entregaba beneficios a sus afiliados para la adquisición de bienes y servicios en su tienda departamental ubicada en la esquina de Santo Domingo con Teatinos.

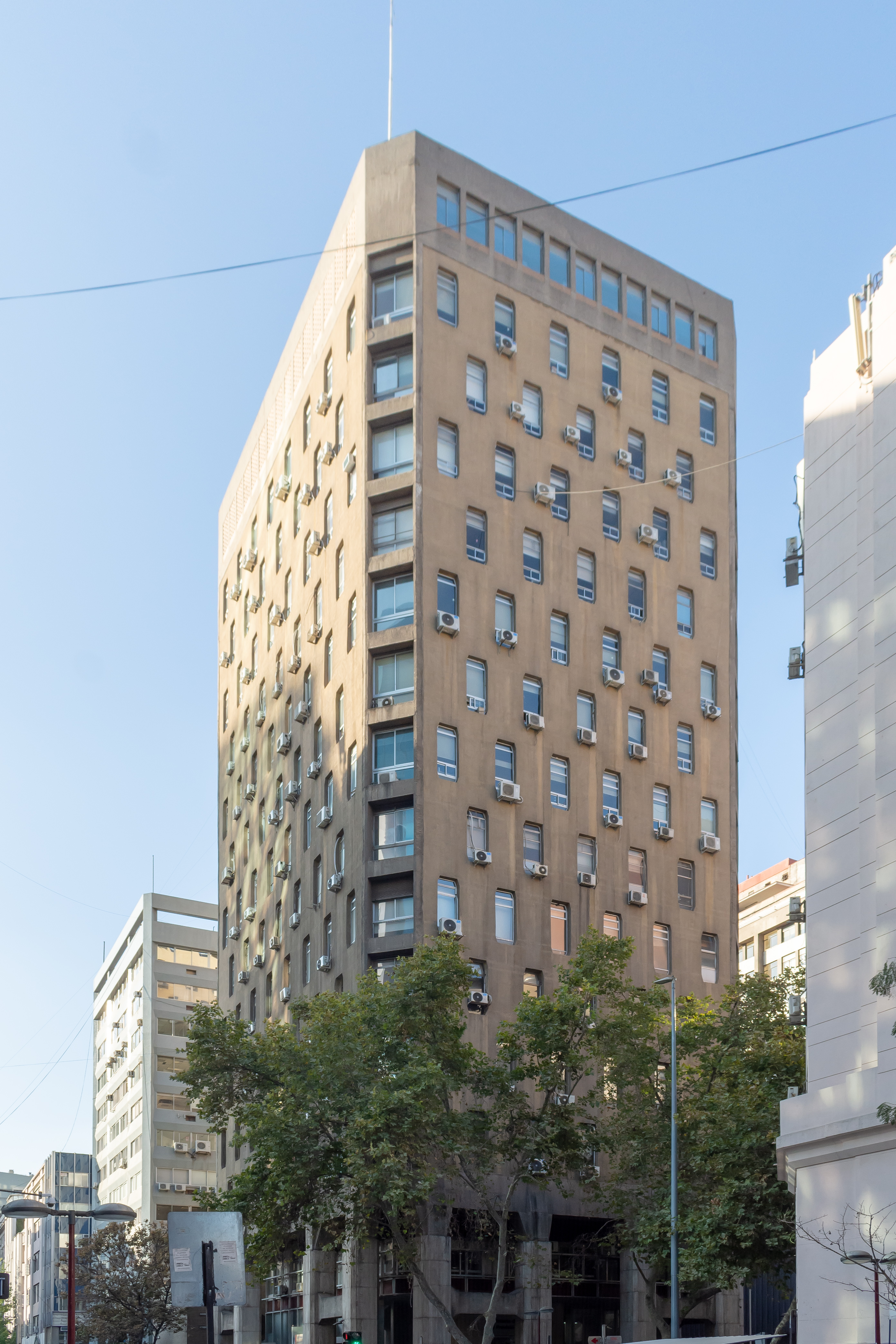
Edificio de los Trabajadores.

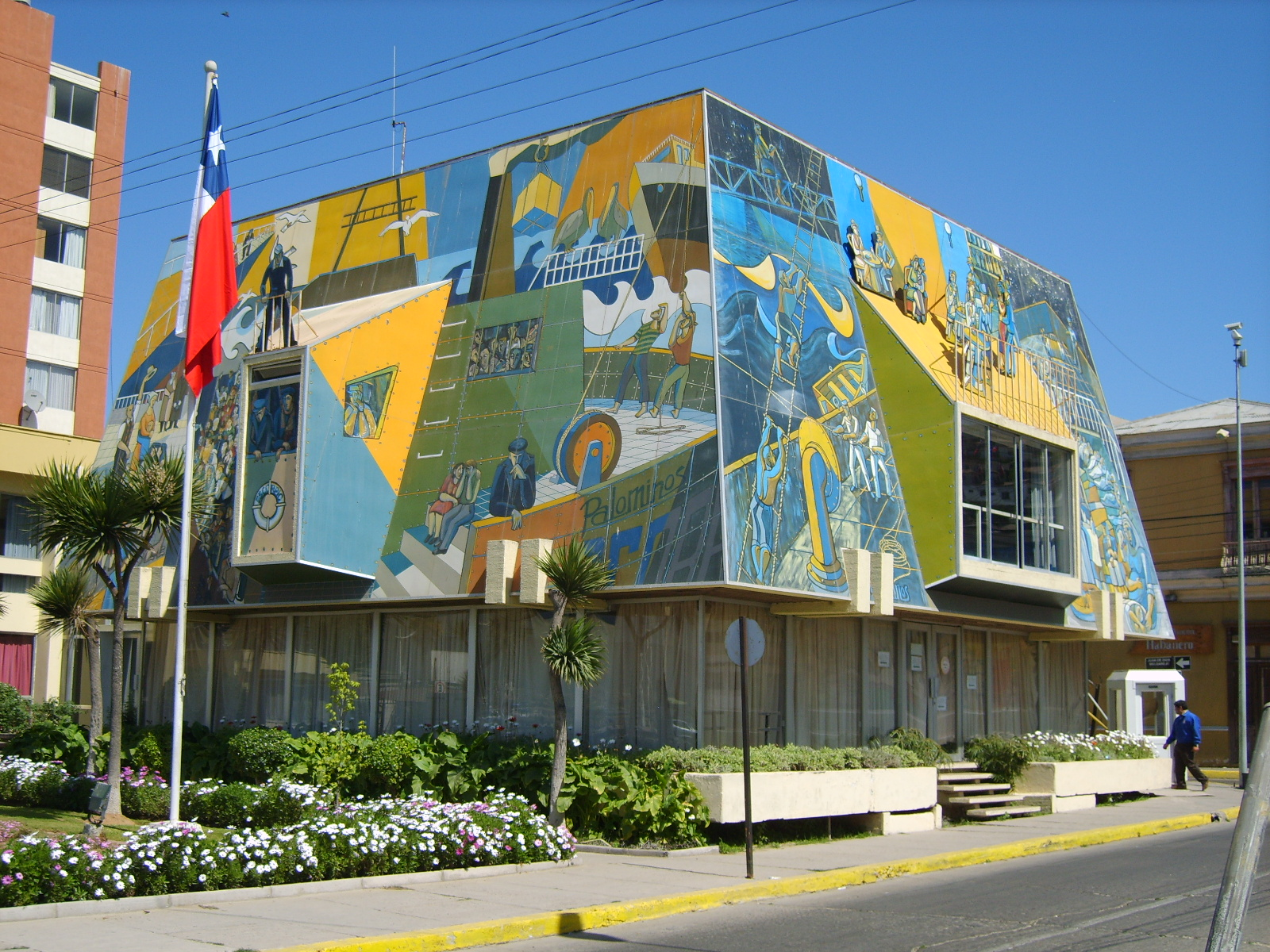
Edificio que albergaba al Hogar del Empleado en Coquimbo.

A fines de la década de 1960 la Caja de Previsión de Empleados Particulares inició un plan de construcción de distintas instalaciones para albergar a sus oficinas, entregar esparcimiento a sus afiliados y realizar diversas prestaciones. Entre las construcciones se encontraba el Edificio de los Trabajadores, ubicado en la esquina de Huérfanos con Teatinos, inaugurado en 1970 y que entre 1971 y 1973 albergó también a la Radio Luis Emilio Recabarren. También se construyeron edificios para sus sucursales en Arica, Copiapó, San Felipe, Linares, Concepción, Osorno, Puerto Montt y Punta Arenas; hacia 1969 ya habían sido entregados los edificios de Valparaíso, Rancagua y Coquimbo, mientras que en esta última ciudad se había iniciado además la construcción del Hogar del Empleado. También se desarrollaron complejos recreativos y vacacionales en Azapa (Arica), Reñaca Alto y la antigua chacra «La Perla» en el sector del antiguo camino Ochagavía en el sur de Santiago, en donde se construyó un estadio y un hogar para jubilados. Hacia 1970 la Empart había adquirido la Torre A del conjunto de edificios Santiago Centro.
Mediante el decreto ley n.º 3502 del 18 de noviembre de 1980, la Caja de Previsión de Empleados Particulares pasó a formar parte del Instituto de Normalización Previsional (INP), que fusionó las cajas previsionales públicas y privadas existentes hasta dicha fecha.